# Per Skaarup
Per Skaarup, danski rokometaš, * 6. julij 1955, Frederiksberg.
Leta 1980 je na poletnih olimpijskih igrah v Moskvi v sestavi danske rokometne reprezentance osvojil 9. mesto. Čez štiri leta je z reprezentanco osvojil četrto mesto.